# سیرئی نورنگ
سیرئی نورنگ (به انگلیسی: Serai Naurang) یک شهر در پاکستان است که در ناحیه لکی واقع شده‌است.